# 7 أرواح (مسلسل)
7 أرواح هو مسلسل أكشن مصري عرض في شهر رمضان لعام 2016، المسلسل من بطولة خالد النبوي، إياد نصار، رانيا يوسف، وليد فواز وسمر مرسي.

## نبذة
يلقي ضابط شرطة القبض على أحد كبار رجال الدولة بعد تورطه في قتل امرأة، ويحكم عليه بالإعدام، ثم يتقدم ضابط الشرطة باستقالته، وأثناء عودته للمنزل بعد تقدمه بالاستقالة مباشرة، تأتي له مكالمة هاتفية تغيّر مجرى حياته حيث تقول السيدة التي تُحدثِّه عبر الهاتف بأنها مازالت على قيد الحياة وأنه تسبب في إعدام رجل بريء، ليدخل بعدها هذا الضابط في مطاردة مستمرة مع أتباع رجل الدولة الذي حكم عليه بالإعدام.

## طاقم العمل
- خالد النبوي بدور معتز الفرماوي
- إياد نصار بدور عيسى السيوفي
- رانيا يوسف بدور كريمان عزت عبدالفتاح
- وليد فواز بدور خالد
- سمر مرسي بدور ياسمين